# Bronhoskopija
Bronhoskopija je metoda direktnog pregleda traheobronhijalnog stabla u pulmologiji, grudnoj hirurgiji, onkologiji i otorinolaringologiji koja se izvodi uz pomoć specijalno konstruisanih instrumenata - bronhoskopa. Bronhoskopijom se postiže vizuelizacija traheobronhijalnog stabla, uzimanje uzoraka za patohistološki pregled, citološka, bakteriološka, imunološka i histohemijska ispitivanja.
Bronhoskop može da se primeni u svim slučajevima kod kojih disajni putevi nisu suženi na prečnik koji je manji od prečnika najmanje dostupne bronhoskopske cevi.

## Istorija
- Prvu bronhoskopiju obavio je nemački lekar Killian 1895 prilikom direktne laringoskopije, kada je pregledao gornji deo traheje. Dve godine kasnije isti istraživač uklonio je parče kosti iz desnog glavnog bronha, uz pomoć kokaina kao lokalnog anestetika.
- Džekson (Chevalier Jackson) tridesetih godina prošlog veka, postao je vodeći bronholog sveta.[3]
- Britanski laringolog Victor Negus, koji je radio zajedno sa Džeksonom, poboljšao je dizajn njegovog endoskopa, i tako je nastao tzv. „Negusov bronhoskop”.
- Renesansa u primeni krutog bronhoskopa, nastalla je zahvaljujući jednom lekaru, iz Evrope. Naime Jean Francois Dumon, čiji je otac dugo godina radio sa Džeksonom, bio je ugledni francuski bronchoscopist koji je neprestano isticao prednosti krutog bronhoskopa. On je uz pomoć krutog bronhoskopa postao pionir u bronhoskopskoj resekcija tumora disajnih puteva laserom.[4] Dumon je neprestano organizirane tečajeve na kojima je učio polaznike o savremenim metodama bronhoskopske intubacije i indikacijama i tehnikama bronhoskopske laserske resekcije. Do ranih 1990-ih, ove tehnike su primenjivane od strane nekoliko lekara i hirurga u celom svetu, kao bronhoskopski tretmana za ublažavanje tegoba i lečenje bolesnika sa različitim i složenim disajnim poremećajima.[5][6]
- Postupak je od prve bronhoskopije s kraja 19. veka sve do 1970, obavljana uz pomoć krute (nesavitljive) bronhoskopske cevi.
- Prvi savitljivi fiberoptički bronhoskop, uveo je u dijagnostiku japanski lekar Ikeda (Shigeto Ikeda) 1968. godine. On je ovom opremom spoljašnjegn promera oko 5—6 mm, sa sposobnošću savijanja cevi do 180 stepeni, omogućio ulazak u lobarna i segmentalne bronhija.
- Masovnom primenom fiber bronhoskopa značajno se proširilo područje optičke vidljivosti i omogućila eksploracija i biopsija perifernih i segmentnih lezija, posebno u gornjim režnjevima pluća,[7] koji su do tada bili nedostupni eksploraciji.[8]

## Bronhoskop
Bronhoskop je kruti metalni ili fleksibilni cevasti instrument sa hladnim osvetljenjem na njegovom vrhu, i dodatnom opremom, koja se uvlači kroz usta u larinks, traheju i bronhije. Dodatna oprema u sastavu bronhoskopa omogućava prikupljanje biopsijskih uzoraka tkiva, sekreta, bakterija, otstranjivanje stranih tela itd.
Nakon višegodišnje upotrebe krutih metalnih bronhoskopa, danas se sve više konstruišu i upotrebljavaju savitljivi, fleksibilni bronhoskopi. Ovi savremeni bronhoskop opremljeni su i foto i kino-kamerom što omogućava da se tokom bronhoskopija izvrše snimanja promena u traheji i bronhima za dokumentaciju ili u nastavne svrhe, za edukaciju studenata i lekara.

## Vrste bronhoskopija prema opremi

### Bronhofiberoskopija
Danas se bronhoskopija najčešće izvodi pomoću fleksibilnog bronhofiberoskopa.

### Bronhofiberoskopija sa endobronhijalnim ultrazvukom pomoću bronhofiberoskopa trajno opremljenog konveksnom ultrazvučnom glavom
Da bi se procenili traheja, tečni prostori u blizini bronha, lokacija i veličina peribronhijalnih i paraezofagealnih limfnih čvorova, kao i da bi se izvršile njihove transbronhijalne finoiglene biopsije, koristi se specijalni bronhofiberoskop za endobronhijalni ultrazvuk, trajno opremljeni sa konveksnom ultrazvučnom glavom na bočnoj površini vrha (CP-EBUS).

### Kruta bronhoskopija
U specifičnim slučajevima, kruti ili rigidni bronhoskopi se koriste uglavnom za izvođenje transbronhijalne biopsije iglom, endobronhijalne terapijske procedure ili kada je potrebno prekinuti stenozu bronha.  

### Fluorescentna bronhoskopija
Fluorescentna bronhoskopija je metoda za rano otkrivanje nisko uznapredovalog karcinoma pluća . Koristi plavo lasersko zračenje ( argon laser ), što uzrokuje da fluorescencija okolnih tkiva varira u zavisnosti od prisustva ili odsustva procesa bolesti. Kamera pričvršćena za bronhoskop snima fluorescenciju koja se nakon digitalne obrade grafički prikazuje u vidu šarenih tačaka vidljivih na ekranu monitora. Mesta za koja se sumnja da su kancerogena izgledaju kao zarđalo-crvene mrlje, dok su nezahvaćena mesta zelena.

### Virtuelna bronhoskopija
Virtuelna bronhoskopija (VB) je o metodi neinvazivnog, trodimenzionalnog mapiranja unutrašnjosti bronhijalnog stabla pomoću snimaka spiralne kompjuterizovane tomografije ili magnetne rezonantne tomografije.. 
VB se uglavnom koristi za procenu lezija koje opstruišu lumen kanala i kada postoje kontraindikacije za tradicionalnu bronhoskopiju. 
Nedostaci metode su nemogućnost procene boje sluzokože i uzimanja uzorka za histopatološki pregled 

## Vrste bronhoskopija prema lokalizaciji
Prema lokalizaciji bronhoskopija može biti gornja i donja.
Gornja bronhoskopija
Kod ove metode bronhoskop se uvlači kroz usta u larinks, traheju i bronhije.
Donja bronhoskopija
Ova bronhoskopija se izvodi kod bolesnika sa prethodno uređenom traheotomijom. Kod nje se bronhoskop uvlači u dušnik kroz traheostomu, pa se time zaobilaze usta i larinks.

## Indikacije
Indikacije za bronhoskopiju su svi slučajevi opstrukcije donjih disajnih puteva, vizualna procena zapaljenja i drugih ekspanzionih procesa u disajnim putevima i prikupljanje dokaza o unutarnjem krvarenje u disajnim putevima, koji nisu mogli da se dijagnostikuju ili izleče uobičajenim dijagnostičkim i terapijskim sredstvima.
Uzimanje materijala direktno iz distalnih partija disajnih puteva bronholavažom ili aspiracijom u toku bronhoskopije omogućava sa većom verovatnoćom izolaciju bacila tuberkuloze, tumorskih i drugih specifičnih procesa. Tako je npr. mogućnost dijagnostikovanja tuberkuloze iz sekreta uzetih tokom bronhoskopije kod plućnih formi tuberkuloze: 30-50% direktnim mikroskopskim pregledom razmaza i 45-95% izolacijom bacila kulturama bronhoalveolarnog lavata i aspirata bronha.

## Vrste bronhoskopija prema nameni
Prema nameni bronhoskopija može biti dijagnostička i terapijska:

### Dijagnostička bronhoskopija
- opstrukcija pojedinih delova pluća (emfizem, atelektaza),
- tuberkuloza pluća,[19][20][21]
- apsces pluća,
- bronhiektazije,
- tumori pluća, bronha, traheje,[22]
- hemoptizije,
- dugotrajni kašalj,
- infiltracije pluća,
- intersticijumske bolesti pluća,
- recidivirajuće infekcije,[23]
- Terapijska bronhoskopija (toaleta traheobronhijalnog stabla)lokalizovani vizing npr. kada je potrebno vršiti bronhografiju, posebno selektivnu.

### Terapijska bronhoskopija
- ekstrakcija endobronhijalnog stranog tela,
- tretman hemoptizija,
- toaleta traheobronhijalnog stabla,
- tretman bronhopleuralnih fistula, laserska terapija,
- endoluminalna brahiterapija i
- postavljanje stentova.

## Kontraindikacije
Kontraindikacija za terapijsku bronhoskopiju praktično nema, jer, ako se bolesnik guši zbog stranog tela dušnika, mora se izvršiti bronhoskopija i ekstrakcija stranog tela.
Relativne kontraindikacije za dijagnostičku bronhoskopiju mogu biti:
- infektivne bolesti,
- visoko febrilna stanja,
- aneurizme aorte,
- teške srčane mane,
- profuzne hemoptizija

## Komplikacije
Mada su komplikacije tokom i nakon bronhoskopije jako retke, one su moguće, i mogu biti:
- Bronhijalno krvarenje,
- Oštećenje pluća - pneumotoraks,
- Nepravilan rad srca - aritmija,
- Infekcija;
- Bol i oticanje grla - laringospazam,
- Oštećenje glasnica,
- Pneumotoraks,
- Ruptura traheje i bronha,
- Prolazna hipoksemija i
- Srčani zastoj..[26]

## Literatura
- „British Thoracic Society guidelines on diagnostic flexible bronchoscopy”. Thorax. 56 (Supl.1): i1—21. 2001. doi:10.1136/thx.56.suppl_1.i1..
- Uvod u tehniku fiberbronhoskopije, skripta, Golnik ,drugo izdanje 1988,29.
- Cortese DA, Mc Dougall JC (1979). „Biopsy and bruching of periferial lung cancer with fluoroscopic guidance”. Chest. 75 (141): 141—145. PMID 421549. doi:10.1378/chest.75.2.141.
- Ellis JH Jr (1975). „Transbronchial lung biopsy via fiberoptic bronchoscope: experience with 107 consecutive cases and comparison with bronchial bruching”. Chest. 68 (524): 524—532. PMID 1080700. doi:10.1378/chest.68.4.524.
- Hanson RR, Zavala DC, Rhodes Mi, Keim LW, Smith JD. (1976). „Transbronchial biopsy via flexible fiberoptic bronchoscope; results in 164 patients”. Am Rev Respir Dis. 114 (67): 67—72. PMID 937843. doi:10.1164/arrd.1976.114.1.67 (неактивно 1. 7. 2025).
- Fletcher EC, Levin DC (1982). „Flexible fiberoptic bronchoscopy and fluoroscopically guided transbronchial biopsy in the menegement of solytary pulmonary nodules”. Wes J Med. 136 (477).
- Grippi MA (1988). „Pulmonary tubercuosis resurgent: an ap date”. Diagnosis. 10: 37—55..
- Dahek, S. J.; Bower, J. S. (1979). „Diagnosis of pulmonary tuberculosis by flexible bronchoscopy”. Am Rew Respir Dis. 119: 677—9..
- Jett, J. R.; Cortese, D. A.; Pimes, D. E. (1981). „The value of bronchoscopy in diagnosis of mycobacterial disease”. Chest. 80 (5): 575—8. PMID 6794991. doi:10.1378/chest.80.5.575..
- Wallase, J. M.; Deutch Al; Havell, J. H. (1981). „Bronhoscopy and transbronchial biopsy in evaluation of patients with suspected active tuberculosis”. The American Journal of Medicine. 70 (6): 1189—94. PMID 7234889. doi:10.1016/0002-9343(81)90826-3..

## Spoljašnje veze
- (језик: енглески)
- (језик: енглески)
- Fiberoptčka bronhoskopija u Bronhološkoj ambulanti Zdravstvenog centra Zaječar - naše početno jednogodišnje iskustvo